# The Beat Goes On (album)
Pour les articles homonymes, voir The Beat Goes On.
Albums de Vanilla Fudge
Vanilla Fudge
(1967) Renaissance
(1968)
The Beat Goes On est le deuxième album du groupe Vanilla Fudge, sorti début 1968.
Cet album expérimental est avant tout le fruit du travail du producteur du groupe, Shadow Morton ; les membres de Vanilla Fudge eux-mêmes le considèrent comme une expérience ratée. Structuré autour du tube de Sonny & Cher The Beat Goes On, il contient des reprises de compositions de Mozart et Beethoven, mais aussi des Beatles, ainsi que des collages et des extraits d'interviews des membres du groupe.

## Titres

### Face 1
1. Sketch (Carmine Appice, Tim Bogert, Vince Martell, Mark Stein) – 2:55

Phase One
1. Intro: The Beat Goes On (Sonny Bono) – 6:30
2. Eighteenth Century: Variations on a Theme By Mozart: "Divertimento No. 13 in F Major" (Wolfgang Amadeus Mozart) – 0:46
3. Nineteenth Century: "Old Black Joe" (Stephen Foster) – 0:46
4. Twentienth Century – 3:09
  - Don't Fence Me In (Cole Porter) – 0:52
  - 12th Street Rag (Euday L. Bowman) – 0:49
  - In the Mood (Joe Garland, Andy Razaf) – 0:45
  - Hound Dog (Jerry Leiber, Mike Stoller) – 0:43
  - The Beatles – 1:45
    - I Want to Hold Your Hand (John Lennon, Paul McCartney)
    - I Feel Fine (John Lennon, Paul McCartney)
    - Day Tripper (John Lennon, Paul McCartney)
    - She Loves You (John Lennon, Paul McCartney)

Phase Two
1. The Beat Goes On – 1:32
2. Beethoven: "Fur Elise" & "Moonlight Sonata" (Ludwig van Beethoven) – 6:33
3. The Beat Goes On – 1:05

### Face 2
1. The Beat Goes On – 1:00

Phase Three
1. Voices in Time: Neville Chamberlain, Winston Churchill, Franklin Delano Roosevelt, Harry S. Truman, John F. Kennedy, and Other Voices – 8:09

Phase Four
1. The Beat Goes On – 1:50
2. Merchant / The Game Is Over – 8:57
  - Merchant (Carmine Appice, Tim Bogert, Vince Martell, Mark Stein)
  - The Game Is Over: Vinnie (Jean-Pierre Bourtayre, Jean Bouchéty)
  - Merchant
  - The Game Is Over: Tim
  - Merchant
  - The Game Is Over: Carmine
  - Merchant
  - The Game Is Over: Mark
  - Merchant
3. The Beat Goes On – 2:20

### Titres bonus
La réédition CD parue chez Sundazed Records en 1998 contient deux titres bonus :
1. You Can't Do That (John Lennon, Paul McCartney) – 4:24
2. Come By Day, Come By Night (Carmine Appice, Tim Bogert, Vince Martell, Mark Stein) – 2:56

## Musiciens
- Carmine Appice : batterie, chœurs
- Tim Bogert : basse, chœurs
- Vince Martell : guitare, chœurs
- Mark Stein : chant, claviers